# ࢽ
Ne doit pas être confondu avec Nūn sans point ‹ ں ›.
Le nūn africain ou nūn warch est une lettre de l’alphabet arabe utilisée dans l’écriture de certaines langues d’Afrique de l’Ouest (les langues berbères notamment le Chleuh). Elle correspond au nūn de l’écriture warsh, ses formes isolée et finale sont sans point comme celle du nūn sans point ‹ ں ـں › et ses formes initiale et médiane ont un point suscrit comme celles du nūn ‹ نـ ـنـ ›.

## Représentation informatique
| formes | représentations | chaînes de caractères | points de code | descriptions               |
| ------ | --------------- | --------------------- | -------------- | -------------------------- |
| lettre | ࢽ               | ࢽ                     | U+08BD         | lettre arabe noûn africain |